# Севир Антиохијски
Севир Антиохијски је био јеретички патријарх Антиохијски у периоду од 512.-518. године. 

## Биографија
Образовање је стекао у Александрији. Крштен је Триполију 488. Замонашио се у манастиру недалеко од Газе, где је живео неко време у строгом аскетизму. Касније је и сам основао манастир и био рукоположен за свештеника од епископа Епифанија Монофизита.
Касније одлази у Цариград, где је живео три године, и окупљао монофизитске монахе. Током овог периода, написао је бројна дела против против Несторијеве јереси али и учења Четвртог васељенског сабора.
Севиер је био анатемисан од стране Јована патријарха Јерусалимског, а цар Јустин I 518, године га је лишио епископског чина и послао у изгнанство.
Умро је 538. године
Био је један од главних заштитника монофизитске јереси, која је учила да Исус Христос, иако састављен из двеју природа, не борави у двема њима, тј. нема две природе, Божанску и човечанску, пошто је при оваплоћењу Бога Логоса човечанска природа у Христу изгубила сваку властиту стварност и само се мислено може разликовати од Његове Божанске природе.
Из таквог јеретичког учења произлази да Христос није истинити човек. Ово учење, по њему је названо Севирова јерес.